# جايسون جيفرسون
جايسون جيفرسون (بالإنجليزية: Jason Jefferson)‏ هو لاعب كرة قدم أمريكية أمريكي، ولد في 20 ديسمبر 1981.

## وصلات خارجية
- جايسون جيفرسون على موقع مرجع كرة القدم المحترفة.كوم (الإنجليزية)